# 蓋爾施泰因山
47°40′47″N 11°37′9″E / 47.67972°N 11.61917°E

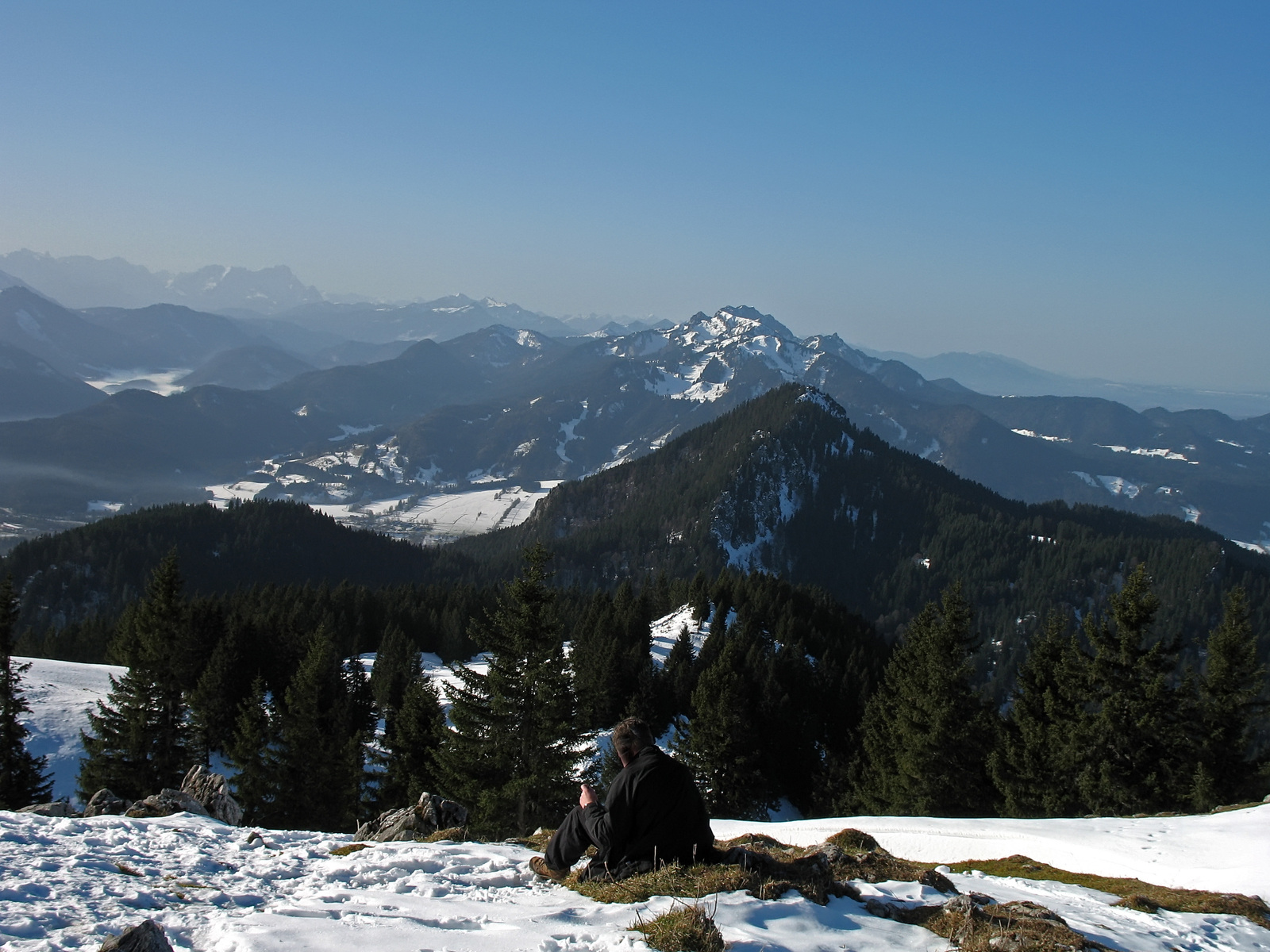

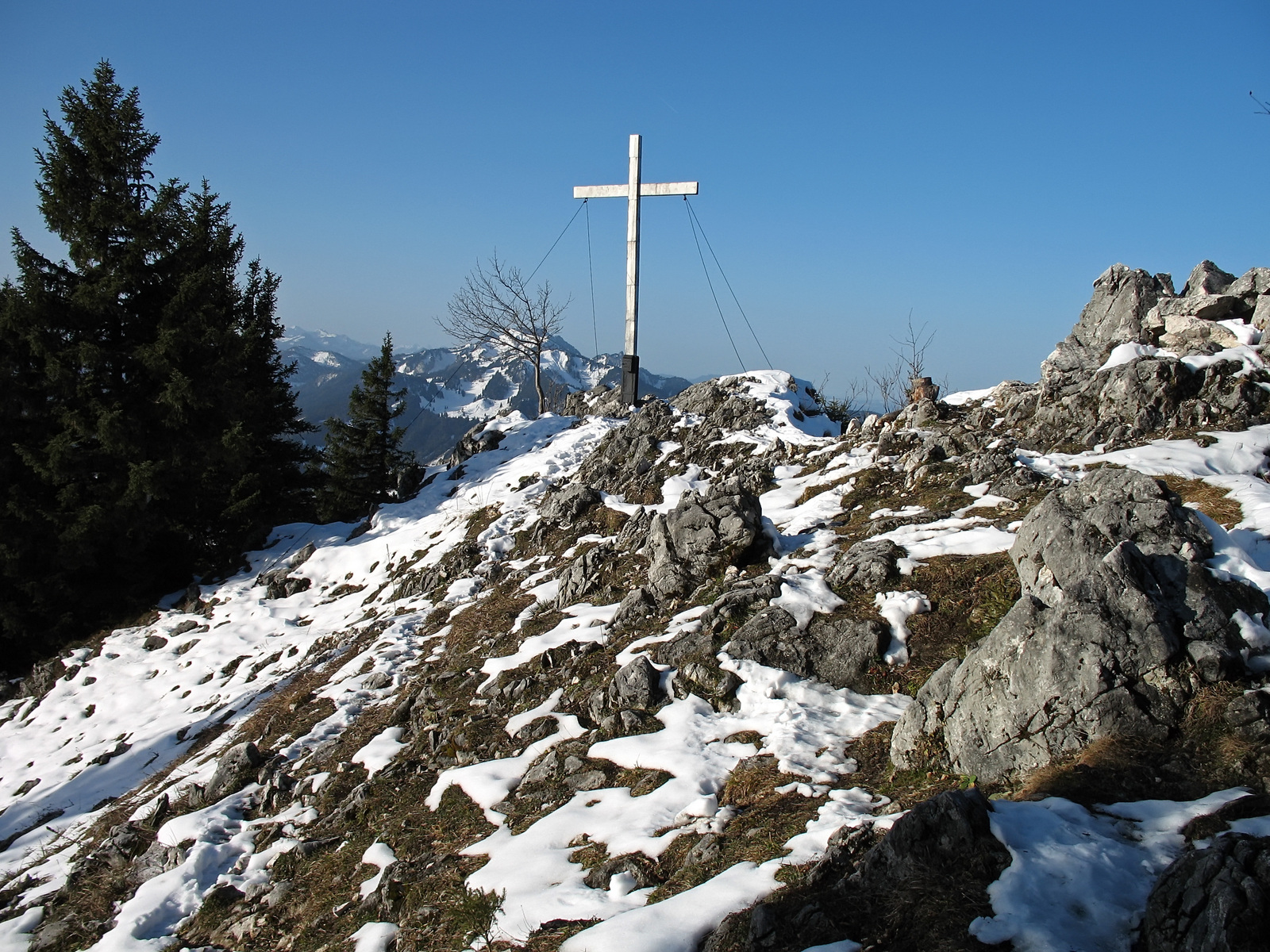

蓋爾施泰因山（德語：Geierstein），是德國的山峰，位於該國東南部，由巴伐利亞負責管轄，屬於巴伐利亞前阿爾卑斯山脈的一部分，距離福肯施泰因山2.2公里，海拔高度1,491米，每年平均降雨量1,764毫米。